# Anisyntoides
Anisyntoides là một chi bướm ngày thuộc họ Bướm nâu.